# 新光男高學生會
《新光男高學生會》（韓語：새빛남고학생회 ）故事改編自同名BL遊戲，並由韓國 Wynot Media 製作的網路電視劇，於2021年6月29日開播，每周二、四在Watcha、WeTV與VIKI平台播放。
此劇由姜有皙、尹龍彬、崔燦怡、高禹真等人主演，講述原本沒有朋友的高中生禹泰景（尹龍彬 飾），在老師的建議下加入學生會而認識了新朋友申多溫（崔燦怡 飾）、盧申佑（姜有錫 飾）且擦出戀愛的火花的青春校園故事。
此劇播畢後，主角禹泰景、盧申佑、申多溫也在《被不良少年盯上3》中客串演出。

## 劇情簡介
升上高二仍被當成班上邊緣人的主角禹泰景，為了認識朋友加入了學生會。
會長申多溫凡事必躬親從不拒絕人，副會長盧申佑沉默寡言，地位僅次副會長的開心果南宮錫安，還有總是從隔壁女校來串門子的李邵熙。這樣的學生會中突入了有話直說從不掩藏心意的禹泰景，因而激盪出彼此之間的衝突。在這青春萌芽的時期，開花的不只是愛情，也有新締造的友情與自我的成長。

## 演出陣容

### 主要角色
| 演員   | 角色     | 介紹                                                   |
| 尹龍彬 | 禹泰景   | 學生會小可愛，正直的男高高中生。                       |
| 姜有皙 | 盧申佑   | 學生會副會長，彆扭細心又專情。                         |
| 崔燦怡 | 申多溫   | 學生會會長，溫柔、對所有人都無法拒絕，總是說和氣生財。 |
| 高禹真 | 南宮錫安 | 學生會服務部部長，鬼靈精怪，善良正義講義氣。           |

### 其他角色
| 演員   | 角色   | 介紹                                         |
| 楊瑞賢 | 李邵熙 | 新光女高學生會副會長，喜歡申多溫，個性帥氣。 |
| 李紀賢 | 徐陽光 | 新光男高老師，體育專業，啟發泰景的老師。     |

## 原聲帶
- Part.1（發行日期：2021年7月8日）

| 曲序 | 曲目  | 演唱  | 时长 |
| ---- | ----- | ----- | ---- |
| 1.   | SPARK | A.C.E | 3:47 |

- Part.2（發行日期：2021年8月3日）

| 曲序 | 曲目  | 演唱     | 时长 |
| ---- | ----- | -------- | ---- |
| 1.   | FEVER | 묵(MOOK) | 3:48 |

### 引見
1. ↑  이승미. . 朝鮮日報. 2021-03-30  [2022-01-19]. （原始内容存档于2022-01-18） （韩语）.
2. ↑  OSEN. . 朝鮮日報. 2021-06-30  [2022-01-19]. （原始内容存档于2022-01-18） （韩语）.
3. ↑  강인귀 기자. . Money S. 2021-05-11  [2022-01-11]. （原始内容存档于2022-01-10） （韩语）.
4. ↑  기자명 김미진 기자. . Socialvalue. 2021-06-15  [2022-01-11]. （原始内容存档于2022-01-10） （韩语）.
5. ↑  이정범 기자. . 엑스포츠뉴스. 2021-06-23  [2022-01-11]. （原始内容存档于2022-01-10） （韩语）.
6. ↑  김윤지 기자. . 2021-07-09  [2022-01-11]. （原始内容存档于2022-01-10） （韩语）.
7. ↑  이정범. . 엑스포츠뉴스. 2021-08-22  [2022-01-11]. （原始内容存档于2022-01-10） （韩语）.
8. ↑  김현정. . 2022-01-10  [2022-01-11]. （原始内容存档于2022-01-10） （韩语）.
9. ↑  暖熱loftwarm. . 2021-07-01  [2022-01-23]. （原始内容存档于2022-02-28）.
10. ↑  . Twitter.   [2022-01-10]. （原始内容存档于2022-01-12） （韩语）.

## 外部連結
- 韓國 Wynot Media官方網站
- YouTube上的콬TV頻道
- 韓國watcha 官方網站
- Daum上《新光男高學生會》的資料